# Chiesa dei Santi Pietro e Paolo (Stenico)
La chiesa dei Santi Pietro e Paolo è una chiesa sussidiaria a Sclemo, frazione di Stenico in Trentino, che risale al XIII secolo.

## Storia

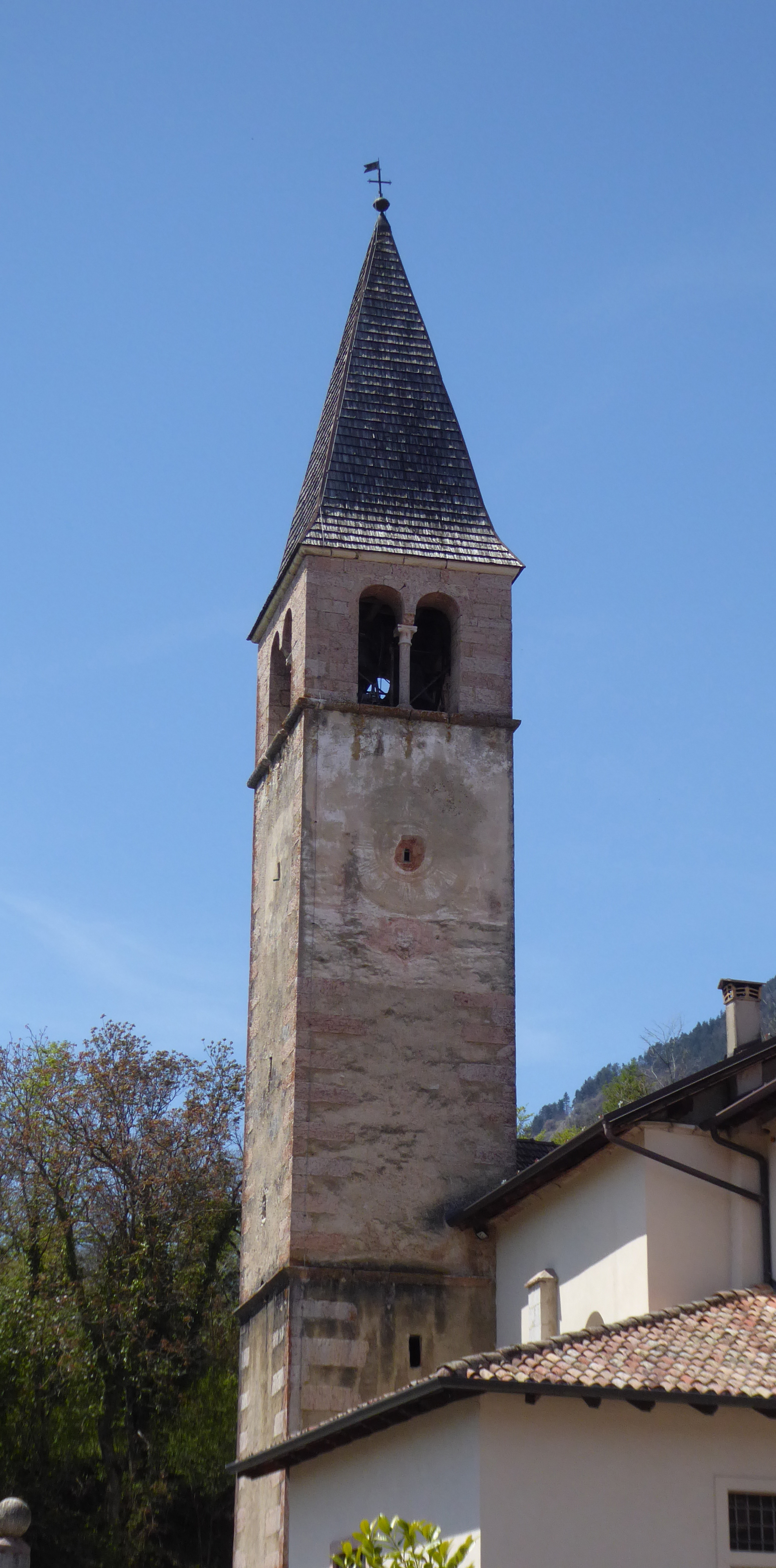
Campanile

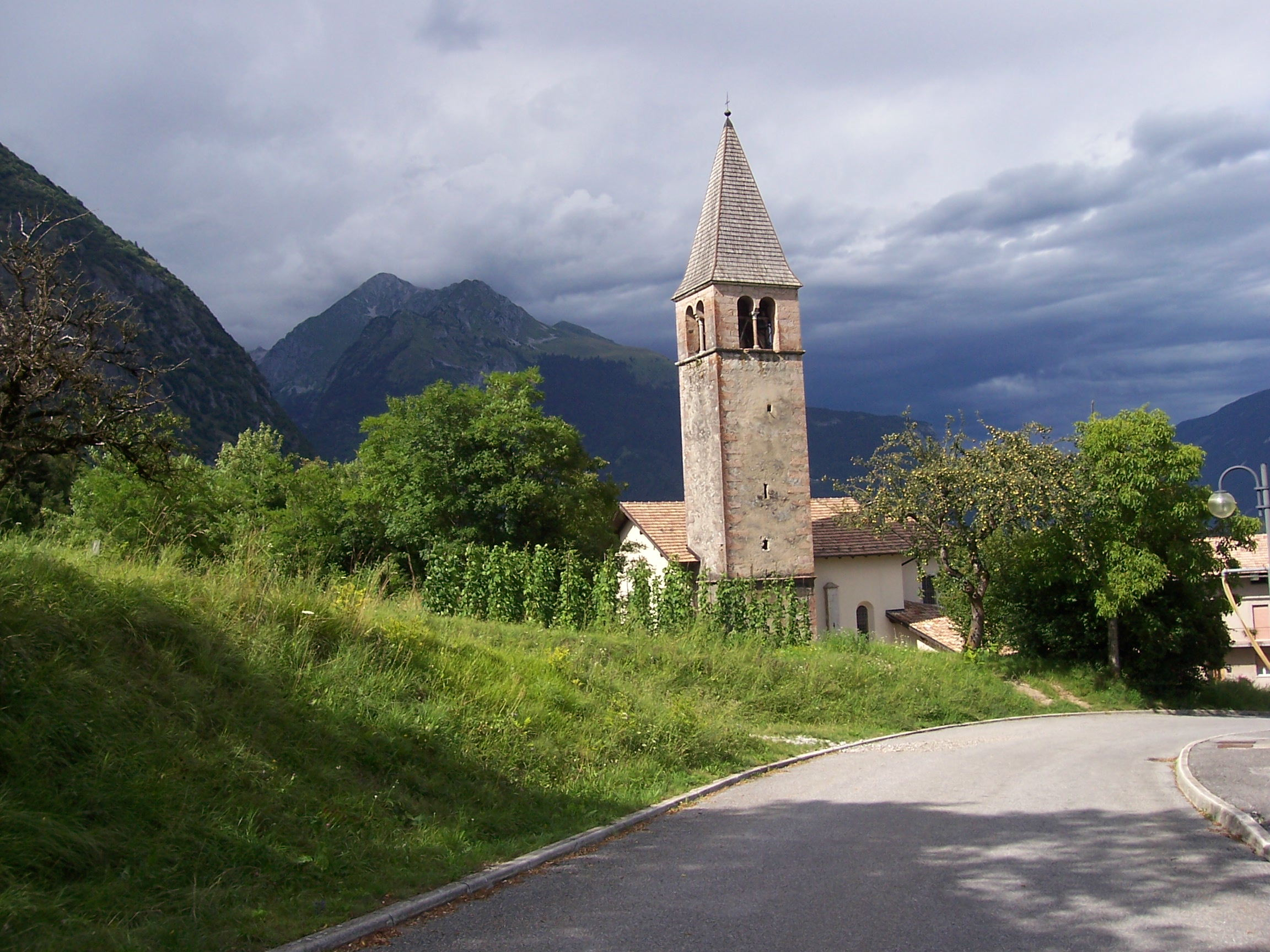
Altra vista della chiesa

Nella chiesa è presente un antico capitello che risale probabilmente al XIII secolo ma è solo con la fine del XV secolo che viene eretto l'edificio sacro che ci è arrivato. Nello stesso periodo il presbiterio venne affrescato, ed il lavoro viene attribuito a Cristoforo II Baschenis.
Nel secolo successivo l'edificio venne ampliato, e, nel 1795, venne sopraelevata la zona absidale.   
Pietro e Paolo divenne primissaria e sussidiaria della pieve di Banale nel 1837.
Nella seconda metà del XX secolo sono stati individuati sotto una ricopertura posteriore affreschi che risalgono al momento della costruzione dell'edificio.